# 60分笑いっぱなし!!
『60分笑いっぱなし!!』（ろくじゅっぷんわらいっぱなし）は、1972年1月2日から同年3月26日まで日本テレビ系列局で放送されていた日本テレビ製作のコメディ番組である。放送時間は毎週日曜 21:30 - 22:26 （日本標準時）。
坂上二郎が座長、ケーシー高峰が副座長を務める「ドサクサ一座」が、初代横浜スカイビルにあったスカイ劇場で毎回公開放送を行っていた。

## レギュラー出演者
- 坂上二郎
- ケーシー高峰
- レツゴー三匹
- 殿さまキングス
- 林家こん平
- ほか[誰?]